# Social Hall på Alcatraz
Social Hall på Alcatraz, også kendt som Officer's Club er en klub på den nordvestlige side af Alcatraz Island ud for San Franciscos i USA. Den ligger i umiddelbar nærhed af kraftværket, vandtårnet og det tidligere militærkapel. Bygningen husede tidligere øens postkontor Klubben var et socialt mødested for det føderale fængselsvæsens medarbejdere og deres familier på øen, der kunne slappe af efter en hård uges arbejde med USA's mest hærdede forbrydere. Klubben blev brændt ned af indfødte amerikanere under Besættelsen af Alcatraz i 1970, men en ruin står stadig tilbage.

## Faciliteter og organisation
Klubben havde en lille bar, et bibliotek, en spisestue og et stort dansegulv samt billard, bordtennis og en bowlingbane med to baner. Social Hall var centrum for det sociale liv på øen og for de ansatte i fængselsvæsenet. Der var regelmæssigt middage og bingo-arrangementer, og fra 1940'erne og fremefter vistes der film hver søndag aften, efter at de var blevet vist for de indsatte i løbet af dagen om lørdagen og søndagen. Medarbejderne havde bowlingligaer og holdt mesterskaber. Der blev serveret tiloversbleven mad fra køkkenet som normalt var gratis for gæsterne ved stedets fester.
Klubben var ansvarlig for at organisere talrige begivenheder på øen, afholdt enten i huset eller på paradegrunden, og for fundraising til alt fra is og vandmeloner, over Halloweenfester og smart tøj til julesammenkomster.